# 14395 Tommorgan
A 14395 Tommorgan (ideiglenes jelöléssel 1990 TN3) egy kisbolygó a Naprendszerben. Eleanor F. Helin fedezte fel 1990. október 15-én.